# Balta, Rumänien
Balta (från det rumänska ordet för sumpsjö) är ett sumpmarksområde längs stranden av Donau, i sydöstra Rumänien, ungefär mellan städerna Brăila och Silistra.
Balta har en bredd av omkring 15-25 kilometer. Vid högvatten översvämmas hela området men används vid lågvatten till betesmarker. Vegetationen är kraftig och djurlivet rikt. Området har utmärkta fiskevatten.